# Baiyuerius zhuping
Espèce
Baiyuerius zhuping est une espèce d'araignées aranéomorphes de la famille des Agelenidae.

## Distribution
Cette espèce est endémique du Guizhou en Chine,. Elle se rencontre dans le xian de Zhenyuan dans la grotte Zhangjiawan.

## Description
Le mâle holotype mesure 9,51 mm.

## Systématique et taxinomie
Cette espèce a été décrite par Zhao, Li et Li en 2023.

## Étymologie
Son nom d'espèce lui a été donné en référence au lieu de sa découverte, Zhuping.

## Publication originale
- Zhao, Li, Zhang, Ballarin, Pham & Li, 2023 : « Baiyuerius gen. nov., a new genus of Coelotinae (Araneae, Agelenidae) spiders from China and Vietnam. » ZooKeys, vol. 1165, p. 43-60 (texte intégral).